# ثریا جبران
ثریا جبران (زاده با نام سعدیا کرایتیف عربی: السعدية قريطيف‎؛ ۱۶ اکتبر ۱۹۵۲ – ۲۴ اوت ۲۰۲۰) کارگردان نمایش، بازیگر و سیاست‌مدار مراکشی است. او در کازابلانکا زاده شد. بین سال‌های ۲۰۰۷ تا ۲۰۰۹، جبران سمت وزیر فرهنگ را در کابینه عباس الفاسی داشت.
جبران در اوت ۲۰۲۰ در سن ۶۷ سالگی بر اثر کووید ۱۹ درگذشت.